# Fundacja Solomona R. Guggenheima
Fundacja Solomona R. Guggenheima (ang. Solomon R. Guggenheim Foundation) – organizacja non-profit założona w 1937 roku przez Solomona Guggenheima i Hillę von Rebay. Celem fundacji jest gromadzenie, przechowywanie, badanie sztuki współczesnej.
Pierwsze muzeum utworzone przez fundację to Muzeum Malarstwa Nieprzedstawiającego (The Museum of Non-Objective Painting), zastąpione w 1959 przez Muzeum Guggenheima w Nowym Jorku.
W latach 70. zaczęła powstawać międzynarodowa sieć muzeów. Peggy Guggenheim dedykowała swój dom i kolekcję sztuki nowojorskiej fundacji pod warunkiem pozostawienia zebranych przez nią dzieł sztuki w jej weneckim pałacu. Po jej śmierci kolekcja została udostępniona publiczności. W 1997 otworzono Muzeum Guggenheima w Bilbao i Deutsche Guggenheim w Berlinie. W 2006 roku władze Abu Zabi, stolicy Zjednoczonych Emiratów Arabskich, zawarły z Fundacją Guggenheima porozumienie w sprawie budowy kolejnego muzeum. Budynek został zaprojektowany przez Franka O. Gehry’ego. Ma zostać oddany do użytku w 2025 roku.
W latach 1956–1964 fundacja przyznawała Międzynarodową Nagrodę Guggenheima (ang. Guggenheim International Award (GIA)) w dziedzinie malarstwa. Odbyły się cztery edycje nagrody zakończone prestiżowymi międzynarodowymi wystawami dla nagrodzonych. W latach 1967 i 1971 pod jej auspicjami odbyły się jeszcze dwie wystawy, ale zaproszonym artystom nie przyznawano już nagród pieniężnych.
| ilustracja | nazwa                          | lokalizacja     | projekt budynku    |
| ---------- | ------------------------------ | --------------- | ------------------ |
|            | Muzeum Solomona R. Guggenheima | Nowy Jork       | Frank Lloyd Wright |
|            | Peggy Guggenheim Collection    | pałac w Wenecji |                    |
|            | Muzeum Guggenheima w Bilbao    | Bilbao          | Frank Gehry        |
|            | Deutsche Guggenheim            | Berlin          |                    |
|            | Muzeum Guggenheima (w budowie) | Abu Zabi        | Frank Gehry        |